# Гименохета красно-бурая
Гименохе́та кра́сно-бу́рая, или гименохета дубо́вая, также гименохе́те красно-бурый (лат. Hymenochaéte rubiginósa) — вид грибов, входящий в род Гименохета (Hymenochaete) семейства Гименохетовые (Hymenochaetaceae). Типовой вид рода.
Вызывает сухую коррозионную гниль древесины дуба.

## Описание
Плодовые тела обычно однолетние, сначала распростёртые по субстрату, затем с отстоящими от него шляпками — сидячими, черепитчато расположенными, очень жёсткими, деревянистыми, до 0,3—0,4(0,8) мм толщиной. Верхняя поверхность шляпок с бороздчатыми зонами, тёмно-коричневая, бархатистая, затем голая. Спороносный слой (гименофор) гладкий, с бугорками, тёмно-серо-коричневый, местами оранжевый или оранжево-коричневый, иногда с лиловым оттенком.
При контакте с раствором KOH плодовые тела чернеют.
Споры эллиптические, неокрашенные, гладкие, 4—7×2—3,5 мкм. Базидии 20—25×3,5—5 мкм, четырёхспоровые, булавовидной формы. Гифальная система почти мономитическая (скелетные гифы отличаются от генеративных очень слабо), гифы без пряжек, коричневые.

### Сходные виды
- Hymenochaete tabacina (Sowerby) Lév., 1846 — Гименохета табачная — отличается более бледной оранжево-коричневой окраской, а также более мягкой консистенцией.
- Punctularia strigosozonata (Schwein.) P.H.B.Talbot, 1958 — Пунктулярия щетинисто-опоясанная — отличается чёрным, радиально-складчатым гименофором.
- Hymenochaete jobii Parmasto, 2000 — один из близких североамериканских видов, никогда не образующий сильно отстающих от субстрата шляпок.

## Ареал и экология
Космополит, встречающийся на древесине различных лиственных пород. В умеренной зоне Северного полушария поражает исключительно древесину дуба. Сапротроф валежа и пней.

## Систематика

### Синонимы
- Auricularia ferruginea Bull., 1788
- Helvella rubiginosa Dicks., 1785 : Fr., 1821basionym
- Hymenochaete ferruginea (Bull.) Massee, 1890
- Stereum ferrugineum (Bull.) Fr., 1838
- Stereum rubiginosum (Dicks.) Fr., 1815
- Thelephora ferruginea (Dicks.) Schumach., 1803
- Thelephora rubiginosa (Dicks.) Schrad. ex J.F.Gmel., 1792